# Terinebrica fortifera
Terinebrica fortifera är en fjärilsart som beskrevs av Józef Razowski 1991. Terinebrica fortifera ingår i släktet Terinebrica och familjen vecklare. Inga underarter finns listade i Catalogue of Life.